# Zsille Gábor
Zsille Gábor (Budapest, 1972. március 2. –) József Attila-díjas és Térey János-ösztöndíjas, a Lengyel Köztársaság Lovagkeresztjével kitüntetett költő, műfordító, publicista, polonista, szerkesztő. A Magyar Írószövetség választmányi tagja, a Magyar Írószövetség Műfordítói Szakosztályának elnöke, a Magyar Napló irodalmi folyóirat versrovatának szerkesztője. Angol és lengyel nyelvből fordít.

## Családja
Nőtlen, gyermeke nincs. Apja Zsille Lajos Ákos (1943–2000) okl. hidrogeológus, anyja Kunsági Gabriella Lívia (1946–1993). Testvére Zsille Péter (1975).

## Életpályája
Budapest VII. kerületében született, ma is ott él és alkot. A budapesti Arany János Gimnáziumban érettségizett 1990-ben. 1990–1997 között előbb egy évig civilként, majd hat évig papnövendékként katolikus teológiai tanulmányokat folytatott az esztergomi, a szegedi, majd a pécsi hittudományi főiskolán. Végül nem szentelték pappá. 1998–1999 folyamán a Magyar PEN Club titkára, Hubay Miklós elnöksége idején. Egy családi örökségnek köszönhetően 2000–2004 között Krakkóban élt. Alkalmanként azóta is kalauzol magyar csoportokat Lengyelországban.
2002-től a Magyar Írószövetség tagja, 2004-től a szövetség választmányának tagja. 2005-től a Magyar Írószövetség Műfordítói Szakosztályának titkára, 2008-tól elnöke. 2014-től a Kölcsey Társaság elnökségi tagja. 2010 és 2013 között az Új Ember katolikus hetilap rovatvezető szerkesztője. 2010–2018 között a Magyar Fórum hetilap publicistája. Hetente megjelent lengyel témájú írásai A Visztulától a Dunáig című rovatban olvashatók. 2014–2019 között a Móricz Zsigmond Irodalmi Ösztöndíj kurátora, az MMA képviseletében. 2014 júniusától a Magyar Napló irodalmi folyóirat versrovatának szerkesztője. 2018 februárjától az Olvasat online irodalmi lap publicistája, írásai a Zsurnál című rovatban olvashatók hétfőnként.

## Művei

### Verseskötetek
- Kihűlő, északi nyár, Fekete Sas Kiadó, 1998
- Elúszik, beköszön, Balassi Kiadó, 2002
- Gondolj néha Zalalövőre, Parnasszus Könyvek, 2005
- Amit kerestünk, Duna-part Könyvek, 2009
- Össze. Válogatott és új versek, Magyar Napló Kiadó, 2015
- Készülődés, Magyar Napló Kiadó, 2019
- Tranzit Felvidék. Versek; Magyar Napló–Írott Szó Alapítvány, Budapest, 2022

### Próza- és tanulmánykötetek
- „Isten magyar népének szolgája.” Kuklay Antal élete, Új Ember Kiadó, 2005
- Krakkói jegyzetek, Napkút Kiadó, 2007
- Lengyel kultúrkincsek. Esszék, tanulmányok, Széphalom Könyvműhely, 2016
- Örökség, mulandóság.Tárcák, esszék, kritikák, beszélgetések 2001–2018, Magyar Napló Kiadó, 2018

### Műfordítások
- Ted Hughes: A Hold-bálnák, Orpheusz Kiadó, 2001
- Halina Poświatowska: Miféle gyöngédség, Orpheusz Kiadó, 2001
- Emil Biela: Haiku, Masszi Kiadó, 2003
- Antológia: Nők, kezdőknek és haladóknak. Hét lengyel költőnő, Parnasszus Kiadó, 2003
- Antológia: Pompás menet élén. Tíz kortárs lengyel költő, hhrf.org/ungparty/pansip, 2003
- Janusz Szuber, Jan Belcik, Jan Tulik, Wacław Turek: Arany aszú, Kovács Istvánnal, Krosno, 2003
- II. János Pál pápa: Római Triptichon, Új Ember Kiadó, 2003
- Adam Zagajewski: Bármi is történt, Orpheusz Kiadó, 2004
- Czesław Miłosz: Milyen is lesz a Mennyben. 101 Isten-kereső vers, Új Ember Kiadó, 2004
- Grażyna Sikorska: Jerzy Popiełuszko, a kommunizmus áldozata, Új Ember Kiadó, 2004
- Bohdan Zadura: Éles határok, Kovács Istvánnal, Magyar Napló Kiadó, 2005
- Konrad Sutarski: Kettős hazában, másokkal, Magyar Napló Kiadó, 2005
- E. Tolansky – H. Scott: Krisztus a haláltáborban, Új Ember Kiadó, 2005
- Antológia: Szokás szerint másképp. Tíz mai lengyel költő, www.spanyolnatha.hu, 2006
- Roman Chojnacki: Íratlan versek, Napkút Kiadó, 2008
- Aleksander Nawrocki: A Balaton melletti Szentgyörgyhegyen, másokkal, Keszthely, 2009
- Evelyn Waugh: Heléna, Új Ember Kiadó, 2010
- Wacław Oszajca: Az öröm szenvedése, Kovács Istvánnal, Magyar Napló Kiadó, 2012
- Anna Świrszczyńska: Barikádot építettem, Magyar Napló Kiadó, 2014
- Antológia: Krakkó arcai. Saját versek és műfordítások, Kráter Műhely, 2014
- Julian Kornhauser: Versek, Magyar PEN Club, 2016
- Adam Zagajewski: A veled hallgatott zene, Magyar PEN Club, 2016
- Bernadetta Kuczera-Chachulska: Széttördelt egység, Kovács Istvánnal, Magyar Napló Kiadó, 2019
- Ewa Lipska: Világ kisváros, Magyar Napló Kiadó, 2021

### Szerkesztések
- Gilbert Keith Chesterton: Önéletrajz, Szent István Társulat, 2002
- Paulinyi Zsuzsa: Egyetlen, Orpheusz Kiadó, 2003
- II. János Pál: Keljetek föl, menjünk!, Új Ember Kiadó, 2004
- Kuklay Antal: A Kráter peremén, Open Art Kiadó, 2005
- „Dolgaim elől rejtegetlek...” Az Isten-kereső József Attila, Új Ember Kiadó, 2005
- Lengyel tollal a magyar Októberről, Ráció Kiadó, 2006
- Kalász Márton: Látható, láthatatlan, Szent István Társulat, 2007
- Bella István, Napkút Kiadó, 2008
- Bella István: Aki ivott az ég vizéből. Interjú, Magyar Napló Kiadó, 2009
- Kalász Márton: Összes verse, Magyar Napló Kiadó, 2009
- Csurka István: Két dráma, Magyar Fórum, 2010
- Deák László: Fogadom ajándékod, idő, Ráció Kiadó, 2010
- Hárs Ernő: Odüsszeusz visszanéz, Szent István Társulat, 2011
- „Súlytalanság fátyla” – Bella István emlékezete, Vörösmarty Társaság, 2011
- Csillagok felett, Új Ember Kiadó, 2011
- Báger Gusztáv: Magasság, mélység, Új Ember Kiadó, 2012
- Léka Géza: Puskás dekázik, Magyar Napló Kiadó, 2013
- Visszhangok. Válogatás az Emberi Erőforrások Minisztériuma Életünk című pályázatának díjnyertes műveiből; vál., szerk. Jámborné Balog Tünde, Bíró Gergely, Zsille Gábor; Magyar Napló–Írott Szó Alapítvány, 2014
- „Nő hozzám a világ – velem”. Kalász Márton 80. születésnapja, Orpheusz Kiadó, 2014
- Csábi Domonkos: Összeálló mozaik, Magyar Napló Kiadó, 2014
- Ekler Andrea – Erős Kinga: „Föllapozzuk egymást a szótárban”, Orpheusz Kiadó, 2014
- Az év versei, 2015, Magyar Napló Kiadó, 2015
- Kányádi Sándor: A Corcovado Krisztusa, Szent István Társulat, 2015
- Péntek Imre: Emlékpróba, Magyar Napló Kiadó, 2015
- Filip Tamás: Album, Magyar Napló Kiadó, 2015
- Az év versei, 2016, Magyar Napló Kiadó, 2016
- Konrad Sutarski: A haza kiterjesztése, Magyar Napló Kiadó, 2016
- Papp-Für János: Akik gyerekek maradnak, Magyar Napló Kiadó, 2016
- Kristiina Ehin: Szívemen a dalok, akár a kövek, Magyar Napló Kiadó, 2016
- Illyés Gyula: Magyarok, Magyar Napló Kiadó, 2016
- A szavak vándorköszörűse. A 75 éves Péntek Imre köszöntése, Orpheusz Kiadó, 2017
- Vasy Géza: Világképek és válaszutak, Orpheusz Kiadó, 2017
- Az év versei, 2017, Magyar Napló Kiadó, 2017
- Oláh András: április bolondjai, Magyar Napló Kiadó, 2017
- Ircsik Vilmos: Bűnök és bűnhődések, Magyar Napló Kiadó, 2017
- Csontos János: Ezeregy nappal, Magyar Napló Kiadó, 2017
- Antológia: A századelő költészete, Magyar Napló Kiadó, 2017
- Farkas Gábor: A megtalálás öröme, Magyar Napló Kiadó, 2018
- Bárdos László: A zárójel bezárul, Parnasszus Könyvek, 2018
- Az év versei, 2018, Magyar Napló Kiadó, 2018
- Both Balázs: Romfalon virágmag, Magyar Napló Kiadó, 2018
- Végh Attila: A víz arca, Magyar Napló Kiadó, 2018
- Vasadi Péter: A kórus kitart, Magyar Napló Kiadó, 2018
- Kovács István: Shakespeare a Corvin közben, Magyar Napló Kiadó, 2018
- Antológia: Állóháborús jelenlétünk, Parnasszus Könyvek, 2018
- Az év versei 2019, Magyar Napló Kiadó, 2019
- Cselényi Béla: Órajáték bronzpapával, Parnasszus Könyvek, 2019
- Paul-Eerik Rummo: Nézz a tükörbe, Magyar Napló Kiadó, 2019
- Péntek Imre: Noé bárkája, Magyar Napló Kiadó, 2019
- Iancu Laura: András érkezésére, Magyar Napló Kiadó, 2019
- Kalász Márton: Annyi ábrándunk, Arany János Alapítvány, 2019
- Lázár Balázs: H. úr hagyatéka, Orpheusz Kiadó, 2019
- Miklya Zsolt: Párakép fölött, Magyar Napló Kiadó, 2019
- Az év versei, 2020, Magyar Napló Kiadó, 2020
- Péntek Imre: Csipetnyi ég, Magyar Napló Kiadó, 2020
- Kovács István: A lét vonalkód-fényei. Egybegyűjtött versek, Magyar Napló Kiadó, 2020
- Fecske Csaba: Árnyűző élet, Magyar Napló Kiadó, 2020
- Az év versei, 2021, Magyar Napló Kiadó, 2021
- Vasadi Péter: Összes verse I–III., Magyar Napló Kiadó, 2021–2022
- Deák László: Összes verse, Orpheusz Kiadó, 2021
- Kalász Márton: Virrasztó – távol, Magyar Napló Kiadó, 2021

### Antológiák
- 82 lírai és prózai antológiában szerepelnek alkotásai.

## Díjai, elismerései
- 1998: tiszafüredi országos Petőfi verspályázat fődíja
- 1998: Tolnai Tollforgatók Köre pályázatának fődíja
- 2006: Móricz Zsigmond-ösztöndíj
- 2006: Vár-díj (az év verse)
- 2008: Bella István-díj
- 2013: Tokaji Írótábor Díja
- 2015: József Attila-díj
- 2015: Tóth Árpád Műfordítói Díj
- 2018: Magyar Arany Érdemkereszt
- 2019: Hieronymus-díj
- 2020: Térey János-ösztöndíj
- 2021: A Lengyel Köztársaság Lovagkeresztje

## Médiamegjelenés, hivatkozások
- Versmaraton a Thalia Színháznál
- Verseit olvassa
- Portréfilm a Petőfi Irodalmi Múzeum sorozatában